# Alejandra Márquez Abella
Alejandra Márquez Abella est une réalisatrice mexicaine.

## Biographie
Alejandra Márquez Abella est née en 1982 à San Luis Potosí, au Mexique, et a étudié le cinéma au Centre d'études cinématographiques de Catalogne (ca) à Barcelone. Son premier long métrage, Semana Santa, avec David Thornton et Tenoch Huerta Mejía dans les rôles principaux, a été présenté en première au Festival international du film de Toronto en septembre 2015. Son deuxième long métrage, Las niñas bien, a été présenté en première à Toronto trois ans plus tard et a été nommé dans 14 catégories pour le prix du cinéma mexicain Ariel, avec Márquez Abella elle-même nommée dans trois catégories. Dans ce film, elle a dépeint la société mexicaine élitiste et raciste des années 1980 du point de vue féminin. Son troisième long métrage, El norte sobre el vacío, basé sur des événements réels, devrait faire sa première en février 2022 au Festival du film de Berlin, où il a été présenté dans la section Panorama.
En 2023, Márquez Abella a co-écrit aux côtés de Hernán Jiménez et Bettina Gilois et réalisé le film Plus tard, j'atteindrai les étoiles, basé sur la vie de l'astronaute mexicano-américain José M. Hernández. Son premier film réalisé en anglais met en vedette Michael Peña, Rosa Salazar, Bobby Soto et Verónica Falcón, et est diffusé sur Prime Video. Pour cette même plateforme de streaming, elle réalise également la série originale La liberación, qui explore les contradictions et les questions gênantes suscitées par le mouvement #MeToo. La série, actuellement en production, mettra en vedette Ilse Salas, Cassandra Ciangherotti, Johanna Murillo, Ofelia Medina, Dolores Heredia et Diego Boneta.
Márquez Abella travaille également pour la télévision et a réalisé, entre autres, deux épisodes de la série américaine de crime et de drame historique Narcos: Mexico.